# Waitangi
Waitangi (/waɪˈtæŋi/ wy-TANG-ee[3] ali /ˈwaɪtəŋi/ WY-təng-ee, maorsko: [ˈwaitaŋi]) je kraj na severni strani reke Waitangi v Bay of Islands, 60 kilometrov severno od Whangareija, na Severnem otoku Nove Zelandije. Je v bližini mesta Paihia, s katerim je povezan z mostom blizu izliva v reko Waitangi. Medtem ko Statistični urad Nove Zelandije in NZ Post menita, da je južna meja Waitangija reka in estuarij, pri čemer je območje južneje del Paihie, se območje ob zalivu Te Tī, neposredno južno od reke, včasih imenuje del Waitangi.
Waitangi je ime v maoršćini, ki pomeni 'hrupne vode' ali 'jokajoče vode', verjetno se nanaša na slapove Haruru na reki Waitangi.
Pogodba iz Waitangija je bila prvič podpisana v Waitangiju 6. februarja 1840. To je tudi kraj, kjer je bila pet let prej, 28. oktobra 1835, podpisana Deklaracija o neodvisnosti Nove Zelandije. Ta dokument je naslednje leto ratificirala britanska krona (1836).

## Zgodovina

### Podpis pogodbe iz Waitangija
Pogodba iz Waitangija se je začela 5. februarja 1840, ko je potekalo javno srečanje na zemljišču pred rezidenco Jamesa Busbyja. Nadomestni guverner Hobson je prebral predlagani dokument približno 300 Evropejcem in Maorom, ki so bili prisotni, nato pa je maorskim poglavarjem dal priložnost, da spregovorijo. Sprva je veliko število poglavarjev (vključno s Te Kemara, Rewa in Moka Te Kainga-mataa) govorilo proti sprejetju predloga krone, da bi vladali Aotearoi. Kasneje v postopku se je nekaj voditeljev začelo ukvarjati s to idejo; med pomembnejšimi poglavarji, ki so podpirali krono, so bili Te Wharerahi, Pumuka in dva poglavarja Hokianga, Tāmati Wāka Nene in njegov brat Eruera Maihi Patuone.
Postopek je bil končan in naj bi se nadaljeval 7. februarja; vendar so številni načelniki pritisnili, da so podpisali prej. Pogodbo so 6. februarja 1840 v šotoru, postavljenem na posestvu hiše Jamesa Busbyja v Waitangiju, sprva podpisali predstavniki britanske krone, poglavarji Konfederacije združenih plemen Nove Zelandije in drugi plemenski voditelji Maori, in nato drugi maorski poglavarji v drugih krajev Nove Zelandije. Vsi načelniki se niso odločili podpisati tega dokumenta, pri čemer so številni načelniki odlašali ali zavračali pisanje peresa na papir.
Leta 2007 je raziskovalec Brent Kerehona trdil, da se je pojavila negotovost glede tega, ali je vodja Ngapuhi Moka Te Kainga-mataa dejansko podpisal; kljub temu, da se njegovo ime pojavlja na tem dokumentu. Natančen pregled samega dokumenta o pogodbi ne kaže nobenega dokaza o podpisu ali 'oznaki' poleg Mokinega imena (ki je napisano kot 'Te Tohu o Moka'). Kerehona pojasnjuje s sklepanjem, da je iz poročil Colensa (1890) jasno razvidno, da ni samo Moka jasno izrazil svoje zaskrbljenosti glede učinkov pogodbe na sestanku 5. februarja, ampak da je razprava, ki jo je imel s prečastitim Charlesom Bakerjem, da jo je treba upoštevati v kombinaciji s končnim komentarjem Moke.
Pogodba iz Waitangija je sledila Deklaraciji o neodvisnosti (He Whakaputanga), vendar je ni razveljavila.

## Pogodbeni razlogi
Waitangi Treaty Grounds je odprt za javnost od leta 1934. To, kar se zdaj imenuje »Hiša pogodbe« (Treaty House), sta najprej zasedla James Busby, ki je deloval kot britanski rezident na Novi Zelandiji od leta 1832 do prihoda Williama Hobsona, in njegova žena Agnes Busby. Hiša pogodbe je bila obnovljena v 1930-ih v pripravah na novozelandsko stoletnico leta 1940, kar je sprožilo prvi pojav pogodbe v Pākehā pozornosti po 19. stoletju.
Te Whare Rūnanga, izrezljana maorska hiša srečevanj, je bila zgrajena v bližini Treaty House leta 1939 in odprta 6. februarja 1940. Območje whare se včasih uporablja, kot da je marae, in se imenuje 'zgornja marae', čeprav to ni prava marae. Obstaja marae, Te Tii Waitangi, v zalivu Te Tī na južni strani reke Waitangi, ki se včasih imenuje 'spodnja marae'.
Muzej Te Kōngahu v Waitangiju je bil na tem območju odprt leta 2015. Drug muzej, Te Rau Aroha, je bil odprt leta 2020.

## Geografija
Waitangi, ki je v bistvu sestavljen iz 506 hektarjev velikega nacionalnega rezervata Waitangi, je neposredno ob severu Paihie in približno 4 km zahodno od Russella na jugozahodnem delu Bay of Islands. Zgodovinsko mesto je mogoče doseči iz Paihie preko 155 m dolgega mostu, ki prečka izliv reke Waitangi, zaradi česar je mesto bolj dostopno turistom. S severa je Waitangi mogoče doseči tudi po podeželski cesti, do katere lahko dostopate iz Kerikerija, in drugi cesti, ki prav tako omogoča dostop do Waitangija iz Haururuja, ki je ob novozelandski državni cesti 11.

## Demografija
Statistični urad Nove Zelandije opisuje Waitangi kot podeželsko naselje. Obsega 17,19 km² in je imelo junija 2023 ocenjeno 60 prebivalcev z gostoto prebivalstva 3,5 ljudi na km². Naselje je del večjega statističnega območja Puketona-Waitangi.
Waitangi je imel ob popisu prebivalstva na Novi Zelandiji leta 2018 51 prebivalcev, kar je zmanjšanje za 15 ljudi (−22,7 %) od popisa leta 2013 in zmanjšanje za 21 ljudi (−29,2 %) od popisa leta 2006. Bilo je 39 gospodinjstev, v katerih je živelo 30 moških in 21 žensk.
Etnične pripadnosti je bilo 58,8 % Evropejcev/Pākehā, 35,3 % Maorov, 11,8 % Azijcev in 5,9 % drugih etničnih skupin. Ljudje se lahko identificirajo z več kot eno etnično pripadnostjo.
Čeprav so se nekateri odločili, da ne bodo odgovorili na vprašanje popisa o verski pripadnosti, jih 52,9 % ni bilo veroizpovedi, 35,3 % je bilo kristjanov, 11,8 % hindujcev in 5,9 % veroizpovedanih Maorov.

## Značilnosti
Na območju nacionalnega rezervata Waitangi se lahko obišče Treaty House, hišo za srečanja Maorov (Te Whare Runanga), drog za zastavo, čolnarno s tradicionalnimi kanuji (waka), majhen gozd s subtropskimi rastlinami in drevesi ter muzej.